# إيموجن والش
إيموجن والش (بالإنجليزية: Imogen Walsh)‏ هي مجدفة بريطانية، ولدت في 17 يناير 1984 في غلاسكو في المملكة المتحدة.

## وصلات خارجية
- إيموجن والش على موقع الاتحاد الدولي للتجديف (الإنجليزية)